# スーツを脱いだあと…
『スーツを脱いだあと…』（スーツをぬいだあと…）は、2002年8月30日に女性向けのボーイズラブゲームのブランド・RECIPIEより発売された女性向け18禁ボーイズラブゲーム（ボイス無し版）。その後、2003年9月26日にボイス追加ディスクも発売されており、ボイス版の発売前に2回にわたって各キャラクターのボイスサンプルを公開している。
2枚組ドラマCD化や、シナリオを担当する須坂蒼による書き下ろし小説も本項で解説する。

## ストーリー
広告代理店の営業部に入社2年目の主人公・藤村貴人は鎖骨の上に薔薇の花のような痣を現した…

## 登場人物
※声の表記はゲーム（ボイス版） / ドラマCD版の順。
藤村貴人（ふじむら たかと）
声 - 万栗太郎 / 福山潤
広告代理店勤務：営業部（入社2年目）、身長：172cm、星座：射手座、血液型：A型、趣味：写真撮影、香り：甘めのバニラ系
雨宮柊二（あまみや しゅうじ）
声 - 脇坂敦郎 / 鳥海浩輔
広告代理店勤務：総務部（入社2年目）、身長：182cm、星座：獅子座、血液型：O型、趣味：バイク・シルバーアクセサリー、香り：柑橘系・シトラス系
近江渉（おうみ わたる）
声 - ヘルシー太郎 / 伊藤健太郎
広告代理店勤務：営業部（入社1年目）、身長：180cm、星座：蠍座、血液型：AB型、趣味：映画鑑賞・時計コレクター、香り：甘めのフルーツ系
菅野航一郎（かんの こういちろう）
声 - 竜二朗 / 置鮎龍太郎
広告代理店勤務：制作部（入社4年目）、身長：178cm、星座：山羊座、血液型：AB型、趣味：仕事人間なのでこれといった趣味はない、香り：シトラス系・ミント系
雨宮隆（あまみや たかし）
声 - 浜五郎 / 小杉十郎太
広告代理店：代表取締役社長、身長：182cm、星座：天秤座、血液型：A型、趣味：ジム・ゴルフなど体を動かすこと、香り：ウッディ系・ハーブ系
氷室龍也（ひむろ たつや）
声 - 一条和矢
旅行代理店：代表取締役社長、身長：187cm、星座：魚座、血液型：B型、趣味：高級車・ジッポなどのコレクション、香り：ムスク系
傲慢で不遜な性格を持つ。

## スタッフ
- 原画 - 西村しゅうこ
- シナリオ - 須坂蒼
- プログラム - 福嶋章太
- スクリプト - maxnina
- チーフグラフィック - なつめ
- グラフィック - なつめ、厨川亮、綾瀬純、ITOU、ぼうもち
- 背景 - 厨川亮
- 音楽 - よっしー、たぴお
- ムービー製作 - 飯島武士
- 音声演出 - 高橋美和
- エンジニア - 滝沢おさむ
- レコーディングスタジオ - ディー・オー・エー
- キャスティング - 脇山孝之
- 音声協力 - マリン・エンタテインメント
- 広報 - TAKE、石橋茜、藤村さくら、飯島武士
- ディレクター - 飯島武士、石橋茜
- プロデューサー - 飯島武士
- 原案・企画開発 - RECIPIE[レシピエ]

## ノベルズ
- 『スーツを脱いだあと…』（ムービック〈ゲンキノベルズ〉、2003年9月1日発売） ISBN 4-89601-668-8
  - 著 - 須坂蒼、イラスト - 西村しゅうこ
  - 番外編「お目覚めのキス」も収録している。

## ドラマCD
- 『ドラマCD スーツを脱いだあと…』（マリン・エンタテイメント、2003年11月21日発売） LBS-0007/8
  - 原作の内容を基にして、オリジナルストーリーも加えた2枚組のドラマCD。

ディスク1
1. 同期との確執
2. 「贈り物」の主
3. 重いもやの向こうに
4. 薔薇の束縛
5. 「足長おじさん」の正体
6. 過去を越えて
7. 最後の贈り物

ディスク2
1. 完璧な先輩
2. 契約の条件
3. 選択の代償
4. 過去の傷跡
5. 最悪の判断
6. 愛情の証明
7. 悪夢の続き

スタッフ
- 原作：須坂蒼
- ジャケットイラスト：西村しゅうこ
- 脚本：鬼澤ちえ
- 音楽：浅野彰
- キャスティング：脇山孝之
- プロデューサー：高橋豊、大塚美苗
- 音響監督：小泉紀介（神南スタジオ）
- 録音調整：山田均、山口貴之
- 音響効果：サウンドボックス
- 録音スタジオ：整音スタジオ、スタジオ・エコー
- 音響制作：神南スタジオ
- 音楽コーディネーター：早川治久（早川屋）
- マスタリング：エイ・エム・テン